# Phoradendron nigricans
Phoradendron nigricans är en sandelträdsväxtart som beskrevs av Carlos Toledo Rizzini. Phoradendron nigricans ingår i släktet Phoradendron och familjen sandelträdsväxter. Inga underarter finns listade i Catalogue of Life.